# Bokbränningen och begravningen av akademiker

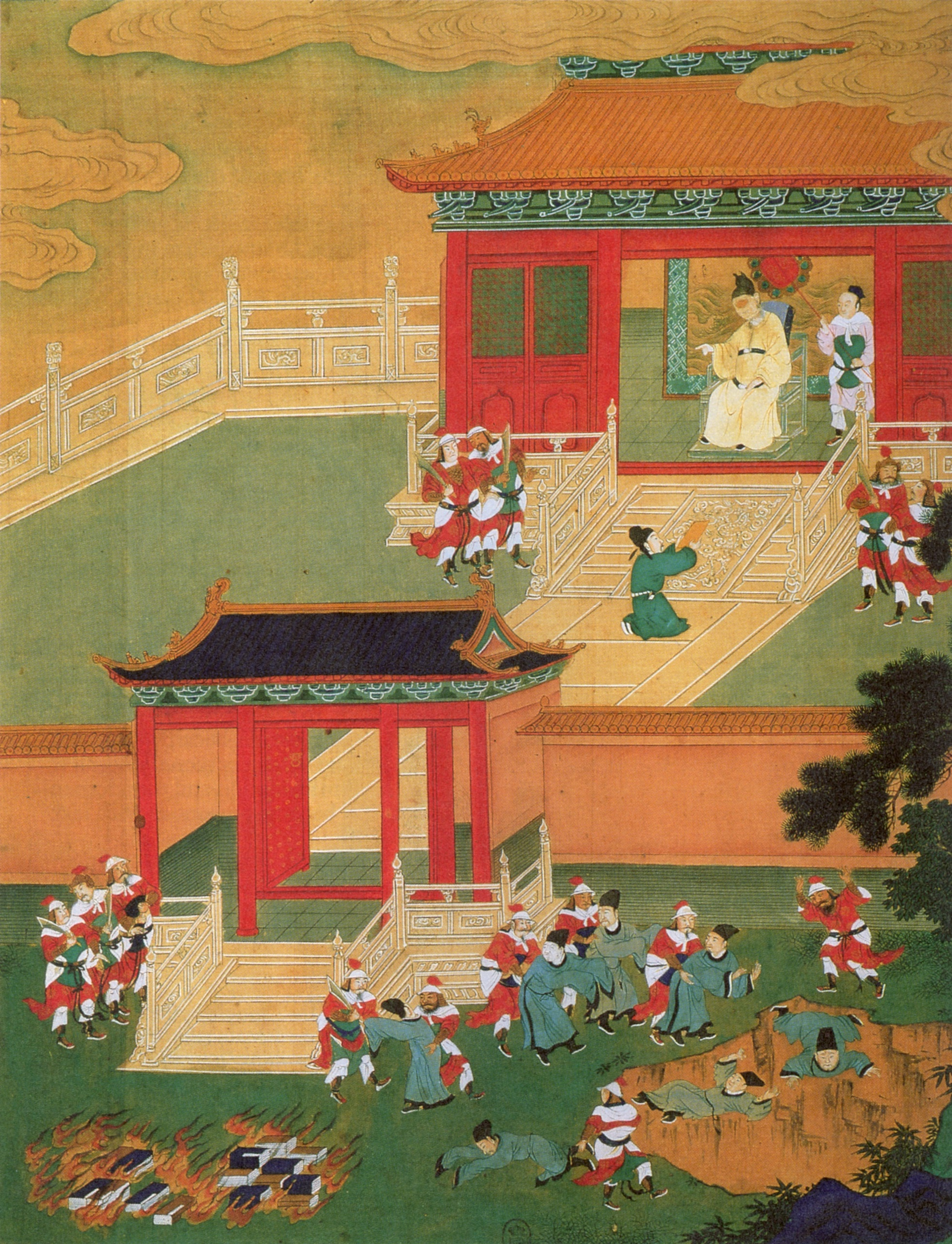
En 1700-tals målning av bokbränningen och begravningen av akademiker.

Bokbränningen och begravningen av akademiker (焚书坑儒; Fénshūkēngrú) avser händelserna 213 f.Kr och 212 f.Kr. i Kina då Kinas första kejsare Qin Shi Huangdi beordrade bränning av böcker och avrättningar av akademiker. Händelserna finns beskrivna i Sima Qians historiska verk Shiji. Händelserna har haft stor betydelse för eftervärldens bild av den första kejsaren. Vissa historiker ifrågasätter om de verkligen har ägt rum.

## Bokbränningen
213 f.Kr drev försteminister Li Si tesen att Qindynastin hade trätt in i en ny tid där allt har fått en fast form. Tidigare dygder och akademiker som hänvisar till antiken kommer att förvilla folket. Lärda har tidigare i historien använt sin kunskap för att revoltera mot överheten. Folk som ägnar sig åt självstudier kommer att ifrågasätta lagar. Li Si föreslog att lösningen var att bränna alla historiska verk som inte var skrivna av Qin-historiker. Böcker som fick sparas var om medicin, spådomskonst och skogsbruk. Böcker såsom Sångernas bok, Dokumentens bok och andra filosofiska verk från de "hundra skolorna" skulle brännas, och att diskutera Sångernas bok skulle leda till avrättning. Att använda antiken för att kritisera nuet skulle bestraffas med utrotning av släkten. Förslaget godkändes av kejsaren.
Enligt en legend så murade Fu Sheng (伏勝) då in ett exemplar av Dokumentens bok i en vägg för att bevara den, där den låg gömd i några årtionden tills den sedan hittades under Handynastin (202 f.Kr.–220).

## Avrättningen av akademiker
Året efter bokbränningen avhölls stora mängder förhör med akademikerna i Qindynastins huvudstad Xianyang om hur påbuden om förbjuden litteratur hade respekterats. Många akademiker angav varandra och kejsaren valde ut 460 personer som bedömdes ha brutit de nya lagarna. Dessa avrättades, och information om händelsen spreds som ett varnande exempel. Kejsarens son, kronprins Fu Su, protesterade mot händelsen men blev skickad till de norra gränserna för att övervaka uppförandet av kinesiska muren.

## Ifrågasättande av händelserna
Berättelsen om Qin Shi Huangdi är nerskriven under den efterföljande Handynastin (206 f.Kr.–220). Det är vanligt i kinesisk historieskrivning att efterföljande dynastier smutskastar sina föregångare för att rättfärdiga maktövertagandet. Det är sannolikt att de mest kontroversiella delarna av Sima Qians verk har modifierats av konfucianister för att förstärka Qin Shi Huangdis grymhet. Baserat på stilen i språket är det sannolikt att avsnittet om bokbränningen och avrättningarna hör till de modifierade sektionerna. Vissa forskare tror att ingen av händelserna har inträffat, medan andra historiker bedömer bokbränningen som mer trovärdig än avrättningarna.
En detaljerad annan aspekt i frågan är översättningen av ordet "keng" (坑; 阬; kēng) som ofta har översatts till "begrava levande". I dag betyder ordet huvudsakligen "grop" och kan i olika sammanhang även betyda "gräva ner", "avrätta" eller "begrava levande" och det är oklart vilken betydelse som Sina Qian avsåg.

## I populärkulturen
Evert Taubes dikt "Muren och böckerna" berättar historien om Qin Shi Huangdi, och bokbränningen har en central del i texten; "[...] Det var kungen av Tsin, Chi-Huang-Ti/ som lät bränna gula kejsardömets böcker/ Changs o Konfutses o Laotses böcker [...]"